# 原口めぐみ
原口めぐみ（はらぐち めぐみ、1984年4月24日 - ）は埼玉県出身のタレント、女優。所属事務所はホリ・エージェンシー（ - 2007年12月31日）、4D-emotion（2008年6月1日 - 2009年3月31日）を経て、2009年4月1日からファンタスタープロモーション → ヴィズミックスター。旧芸名、福下恵美。

## 来歴
2001年12月の第1回ホリエージェンシーネットアイドルオーディションでグランプリ受賞し、芸能界デビュー。その後、グラビアアイドルを経て、テレビ番組でタレントとしても活躍。また、物まね番組や女優業にも進出し、舞台公演に参加した。また2008年には歌手グループBeForUの一員となった。
2010年1月17日、お笑いタレントの原口あきまさと結婚を前提とした交際中であることをブログで発表、3月14日に結婚した（原口も同日に自身のブログにて発表している）。同年9月21日、妊娠5ヶ月（2011年3月出産予定）であることが報じられ、5ヶ月後の2011年2月14日23時37分、第一子となる長男を出産。予定日より2週間程早かったが、母子共に健康。2013年6月7日、第二子となる次男、2015年9月2日、第三子となる三男、2018年6月1日、第四子となる四男を出産。
近年は夫婦でテレビ等で共演する機会も多くなり、その際は原口恵美もしくは原口めぐみ名義で出演する。

## 人物
趣味は歌、人間観察、音楽、映画鑑賞。出身は東京だが、熱烈な阪神タイガースの大ファン。好きな選手は赤星憲広元外野手。
特技は物真似、歌、クラシックバレエ（3 - 16歳）、ピアノ、スキー。スノーボード3級、普通自動車免許、書道4段の資格を有する。NPO法人日本予防医学療術協会 (JPMS) 認定チャイルドボディセラピスト (CBT) の免許を持つ。
日本テレビ放送網で年数回放映されていた『ものまねバトル』では倖田來未、中森明菜、石嶺聡子、荒井由実、SPEED、山口百恵などの物真似で出場。通称ものまねバトルのアイドル。その後の『ものまねグランプリ』では、ものまねガールズのメンバーとして出場している。また、色々な番組でいっこく堂の声が遅れて聞こえる物真似をアレンジして実演したり、DVD発売イベントやOFC誕生日イベント、『シナモン』などでアダルト系の物真似（いやらしい声の鶏、いやらしい声の蚊、諸々）を披露した事もある。
クラシックバレエ歴は13年で、その実力を買われて『ガガガガガレッジセール』の「ルルベ・ゴリバレエ団」でバレエを披露し（企画内では嫌われキャラだった）した。
また2006年9月12日放送の『芸能人チアダンス部公式大会への道』（フジテレビ）では、前列のサイドというフォーメーションの中でも比較的目立つ位置で起用された。また『KUNOICHI2007』（2007年9月5日／TBS、女性版SASUKE）にも出場している。
愛犬家でトイプードル3匹を飼っている。名前は「マロン」、「ココア」、「プリン」。

## 活動履歴

### テレビ（レギュラー）
- 2003年1月 - 3月 ： ろみひー（中京テレビ）
- 2003年4月 - 6月 ： シスたちのプライバ（C-TBS）
- 2003年7月 - 8月 ： ニセ宝島の地図（BSフジ）
- 2003年12月 - 2004年3月 ： DVDカフェ（BSフジ）
- 2004年4月 - 9月 ： ロンロバ!金メダル（TBS）
- 2004年10月 - 2005年3月 ： シブスタ S.B.S.T（テレビ東京）
- 2005年10月 - 12月 ： 美少女研究所（テレビ東京）
- 2005年10月 ： お父さんのためのショウビズ講座（BS-i）
- 2005年10月 - 2006年1月 ： ガガガガガレッジセール （日本テレビ）-ルルベ・ゴリバレエ団
- 2005年10月- ： ものまねバトル→ものまねグランプリ（日本テレビ）
  - ものまねバトル 36（2005年10月3日）演目：倖田來未「キューティーハニー」
  - ものまねバトル 37（2006年1月3日）演目：中森明菜「少女A」
  - ものまねバトル 38（2006年3月22日）演目：喜納昌吉&石嶺聡子「花」（共演：トニーヒロタ）、安西マリア「涙の太陽」- 元祖エロカッコイイメドレー（共演：相沢真紀、浜口順子）
  - ものまねバトル 39（2006年10月8日）演目：荒井由実「あの日に帰りたい」
  - ものまねバトル 40（2006年12月18日）演目：SPEED「Body & Soul」（共演：キムコ）
  - ものまねバトル 41（2007年1月3日）演目：倖田來未「キューティーハニー」（共演：キムコ）、喜納昌吉＆石嶺聡子「花」- 沖縄メドレー（共演：トニーヒロタ、西尾夕紀、前田健）
  - ものまねバトル 42（2007年3月26日）演目：キャンディーズ「微笑がえし」（共演：関根麻里、キムコ）、山口百恵＆谷村新司「いい日旅立ち」（共演：ノブ（ノブ＆フッキー））
  - ものまねバトル 44（2007年8月2日）演目：森高千里「私の夏」、山口百恵「横須賀ストーリー」
  - ものまねバトル 45（2007年10月1日）演目：米米CLUB「米米CLUBメドレー」（共演：ノブ&フッキー、相沢真紀）、trf「EZ DO DANCE」（共演：原口あきまさ、前田健、はなわ）
  - ものまねバトル 46（2008年1月7日）演目：SPEED「White Love」（共演：前田健、相沢真紀、キムコ）
  - ものまねバトル 48（2008年9月22日）演目：Perfume「ポリリズム」（共演：前田健、相沢真紀）
  - ものまねバトル 49（2009年1月4日）演目：SPEED「Body & Soul」（共演：前田健、相沢真紀、キムコ）、安室奈美恵・倖田來未「TRY ME - 愛のうた」（共演：しのぶちゃん）
  - ものまねグランプリ〜ザ・サバイバル〜（2009年9月21日）演目：安室奈美恵・倖田來未・中島美嘉「Don't wanna cry - Butterfly - GLAMOROUS SKY」（共演：しのぶちゃん、相沢まき）
  - ものまねグランプリ〜ザ・トーナメント〜（2009年12月27日）演目：MAX「MAXメドレー」（共演：前田健、しのぶちゃん、相沢まき）
  - ものまねグランプリ 究極のネタ祭り100連発!（2010年3月15日）演目：Perfume「ポリリズム」（共演：相沢まき、熊田曜子）
- 2006年4月 - 2007年3月 ： スカ☆J一番星（テレビ東京）
- 2006年5月 - 6月 ： プリマダム（日本テレビ） - 九条涼子 役
- 2006年7月 - 9月 ： 黒い太陽（テレビ朝日） - 百合香 役
- 2007年3月12日 ： セレンディップの奇跡（日本テレビ） - Story 2「スプーン」大林里枝 役
- 2007年4月 - 9月 ： グッサンカフェ（BSジャパン） - グッサンズ（番組リポーター）
- 2007年4月 - 9月 ： ALOHA GIRL（テレビ東京）
- 2009年11月- ： 家電's Walker（BS11）

### テレビ（ゲスト）
- 成人の日ドラマスペシャル「はたち -1983年に生まれて-」（2004年1月10日、フジテレビ）
- 連続テレビ小説 天花（2004年6月21日、NHK）- 第13週 正直なひと 73回
- シナモン（テレビ東京）
- だめんず・うぉ〜か〜（2006年11月2日、テレビ朝日）- 第3話
- ぼくだけの☆アイドル（2007年1月1日、テレビ東京）
- 火曜ドラマゴールド「美貌のメス 脳神経外科医・津山慶子」（2007年2月13日、日本テレビ）
- エリートヤンキー三郎（2007年4月13日、テレビ東京）- 第1話
- 生徒諸君!（2007年5月4日、テレビ朝日）- 第3話
- 死化粧師（2007年10月5日、テレビ東京）- 第1話・星川詩織 役

### 映画
- トワイライトシンドローム デッドクルーズ（2008年8月2日公開、ジョリー・ロジャー、監督：古澤健）- 美知 役
- パラレル 愛はすべてを乗り越える。（2009年3月14日公開、ギャンビット、原案：京谷和幸、監督：武藤数顕）- 斎藤彩子 役
- ちょちょぎれ（2010年9月11日公開、トレジャーエンターテイメント、監督：佐々木友紀）- 由美 役

### 舞台
- 新宿芸能社 第10回公演「へそのはなし」（作・演出：羽原大介、2007年9月14日-24日、於・THEATER BRATS） - アタル 役
- BIG FACE「笑う女。笑われる男8 希望戦隊カルメンジャー第18話「嘘から出た真」の巻」（作・演出：伊沢弘、2008年2月5日-10日、於・シアターX） - 彩花 役
- 劇団くりびつてんぎょう 第2回公演「線路（レール）の下に横たわれ!」」（作：稲本達郎、演出：荻野欣士郎、2008年5月22日-25日、於・TACCS1179） - プー 役
- 新宿芸能社 第13回さよなら公演「新橋フロリダ -昭和45年、みんなが夢を見ていた-」（作・演出：羽原大介、2009年4月21日-26日、於・SPACE107、2009年4月29日-30日、於・中之条町ツインプラザ） - 大村マリア 役
- 昭和芸能舎（新宿芸能社 改め） 第14回公演「長ぐつのロミオ」（作・演出：羽原大介、2009年9月2日-9日、於・SPACE107） - 樹里 役

### 写真集
- DECISION（2003年7月25日、アクアハウス、撮影：倉繁利）ISBN 978-4860460792
- MEGUMINIZE（2004年1月23日、彩文館出版、撮影：藤丸修）ISBN 978-4775600313
- ヤングマガジン特別編集ビキニーズ（2004年1月27日、講談社）ISBN 978-4063645576
- ヤングマガジン特別編集ビキニーズ2（2004年12月21日、講談社）ISBN 978-4061795587
- SEXY5 宮澤正明電脳写真館 image.tv（2005年4月27日、講談社、撮影：宮澤正明）ISBN 978-4063501629
- 潮鳴り、小さな旅。（2008年4月19日、メディア・クライス、撮影：宮澤正明）ISBN 978-4778803377

### DVD
- Dancing Doll（2003年9月18日、フォーサイド・ドット・コム）
- LUNA（2003年11月6日、ポニーキャニオン）
- 【新しい】新しい単位 [DVD版]（2004年4月8日、扶桑社）
- うるる（2004年4月25日、フォーサイド・ドット・コム）
- 萌えよ!ドラゴンガールズ 第1話 奮闘!拳撃来舞（2004年10月22日、タキ・コーポレーション）監督:濱田兄弟
- 萌えよ!ドラゴンガールズ 第2話 苦闘!敗北乱舞（2004年11月26日、タキ・コーポレーション）監督:井山夏生
- 萌えよ!ドラゴンガールズ 第3話 敢闘!究道輪舞（2004年12月24日、タキ・コーポレーション）監督:井山夏生
- シブスタレーベル idol complete 2005 Winter RED（2005年1月26日、テレビ東京／テレビ東京ブロードバンド）
- 箱ムスメ（2005年4月25日、フォーサイド・ドット・コム）
- Doze off（2005年11月25日、フォーサイド・ドット・コム）
- 微恵美 -ほほえみ-（2006年8月20日、コンパスティービー）
- treasure（2007年2月28日、エイベックス・マーケティング）
- ピエール靖子 企画でわかる脳タイプ 金脳編（2007年6月22日、ハピネット）

### ラジオ
- MAGICAL SNOW LAND 2004 (FM NACK5)

### その他
- ターボリナックスイメージガール リナックス普及委員会会長（2004年10月- ）
  - 「ペンギンちゃんねる」（2006年1月-12月）準レギュラー
  - wizpy CM
- ジョージア エンジェルス（2006年8月- 2007年2月）

## 受賞歴
- 第1回ホリエージェンシーネットアイドルオーディション グランプリ（2001年12月）
- 第12期ファイブスターガール（2003年）